# 希爾卡尼亞副鰍
希爾卡尼亞副鰍（學名：Paracobitis hircanica），為輻鰭魚綱鯉形目條鰍科副鰍屬的其中一種。分布於亞洲伊朗戈爾甘河流域，本魚體延長，口下位、觸鬚3對，體無鱗片，體側具大理石或蠕蟲狀棕色斑紋，尾鰭叉形，上下葉圓鈍，具有深褐色或黑色斑點和細長斑點圖案，體長可達10.5公分，棲息在河川底層水域，生活習性不明。

## 扩展阅读
維基物種上的相關：希爾卡尼亞副鰍